# 成瀬 (町田市)
成瀬（なるせ）は、東京都町田市の町名。現行行政地名は成瀬一丁目から八丁目。郵便番号は194-0044。

## 地理
町田市南部に位置する。東は神奈川県横浜市青葉区奈良・恩田町・あかね台、西は高ヶ坂・西成瀬、南は南成瀬、北は成瀬台と接している。
成瀬村および鶴間村・小川村・金森村・高ケ坂村が合併してできた南村の中心であったが成瀬駅が設置されてからは中心はそちらに移っている。
主に1960年代以降の宅地開発により、成瀬台、南成瀬、西成瀬、成瀬が丘、東玉川学園が誕生し分立した。

### 河川
- 恩田川

### 地価
住宅地の地価は、2014年（平成26年）1月1日の公示地価によれば、成瀬字三十一号4917番1の地点で15万6000円/m2となっている。

## 歴史

### 地名の由来
横山党の成瀬四郎太郎の居館があったことから。

### 沿革
- 不明 成瀬城が築城される
- 1535年（天文四年） この年に西條彦次良が法華妙典(法華経の経典)を奉納したことが、成瀬経塚で発見された経筒の彫銘に以下のように記されている[6]。

また、そこで発見されたもう一つの経筒 (東京国立博物館 C0019648)の彫銘には
と記されている。
- 1868年（明治元年） - 武蔵県知事の管轄とされた。その後同年末までに東京府となるものの、多摩地域が横浜に居住する外国人の遊歩区域であるとの神奈川県知事陸奥宗光の上申により神奈川県に移管される。
- 1873年（明治6年）5月1日 - 区番組制により第八区一番組となる。
- 1874年（明治7年）6月15日 - 大区小区制により、第八大区二小区となる。
- 1884年（明治17年）7月5日 - 連合戸長役場制により、成瀬村、金森村、鶴間村、高ヶ坂村、小川村が5ヶ村連合となる。連合戸長役場は鶴間村に置かれる。
- 1889年（明治22年）4月1日 - 町村制施行。成瀬村と鶴間村、小川村、金森村、高ヶ坂村が合併、南多摩郡南村大字成瀬となる。
- 1893年（明治26年）4月1日 - 神奈川県のうち、西多摩郡、南多摩郡、北多摩郡を東京府に移管。東京府南多摩郡南村大字成瀬となる。
- 1943年（昭和18年）7月1日 - 東京都制により、東京都南多摩郡南村大字成瀬となる。
- 1954年（昭和29年）4月1日 - 南多摩郡町田町と合併し、南多摩郡町田町大字成瀬となる。
- 1958年（昭和33年）2月1日 - 南多摩郡鶴川村、忠生村、堺村と合併・市制施行し、町田市大字成瀬となる。
- 1967年（昭和42年）7月1日 - 成瀬、南大谷、本町田、金井町のそれぞれ一部で住居表示を実施、玉川学園一〜八丁目を新設。
- 1975年（昭和50年）10月21日 - 成瀬の一部より、成瀬台一〜四丁目を新設。
- 1979年（昭和54年）3月4日 - 成瀬の一部より、成瀬一〜二丁目を新設。
- 1979年（昭和54年）4月1日 - 国鉄（現:JR）横浜線成瀬駅開業。現在は南成瀬・成瀬が丘地区となっている。
- 1979年（昭和54年）6月10日 - 成瀬の一部より、南成瀬一〜七丁目を新設。
- 1981年（昭和56年）9月6日 - 成瀬の一部より、東玉川学園一〜四丁目を新設。
- 1986年（昭和61年）10月10日 - 成瀬、小川、金森のそれぞれ一部より、成瀬が丘一〜三丁目を新設。成瀬、小川のそれぞれ一部を小川一丁目、二丁目に編入。
- 1992年（平成4年）7月13日 - 成瀬、小川、南成瀬七丁目のそれぞれ一部より、南成瀬八丁目を新設。
- 1996年（平成8年）9月7日 - 成瀬の一部より、成瀬三丁目を新設。成瀬の一部を南成瀬二丁目に編入。
- 2014年（平成26年）7月21日 - 成瀬の残余部で住居表示を実施し、成瀬四〜八丁目及び西成瀬一〜三丁目を新設。

### 町名地番整理・住居表示実施
これまで成瀬地区では度々、町名地番整理が実施され、1979年には成瀬一〜二丁目を、1996年には成瀬三丁目を新設した。
また、2014年には成瀬（地番区域）の全域において住居表示を実施し、成瀬の南部と東部は成瀬四〜八丁目となり、成瀬の西部は西成瀬一〜三丁目として分離した。これにより大字としての成瀬は消滅した。
| 実施内容         | 実施後       | 実施年月日    | 実施前 | 主な地名                     |
| ---------------- | ------------ | ------------- | ------ | ---------------------------- |
| 町名地番整理実施 | 成瀬一丁目   | 1979年6月10日 | 成瀬   | 清水谷                       |
| 町名地番整理実施 | 成瀬二丁目   | 1979年6月10日 | 成瀬   | 奈良谷戸、ポプラヶ丘         |
| 町名地番整理実施 | 成瀬三丁目   | 1996年9月7日  | 成瀬   | しあわせ野                   |
| 住居表示実施     | 成瀬四丁目   | 2014年7月21日 | 成瀬   | 奈良谷戸                     |
| 住居表示実施     | 成瀬五丁目   | 2014年7月21日 | 成瀬   | 山村、吹上                   |
| 住居表示実施     | 成瀬六丁目   | 2014年7月21日 | 成瀬   | 吹上                         |
| 住居表示実施     | 成瀬七丁目   | 2014年7月21日 | 成瀬   | 二反田（弐反田）             |
| 住居表示実施     | 成瀬八丁目   | 2014年7月21日 | 成瀬   | 鞍掛                         |
| 住居表示実施     | 西成瀬一丁目 | 2014年7月21日 | 成瀬   | 鞍掛、鞍掛台                 |
| 住居表示実施     | 西成瀬二丁目 | 2014年7月21日 | 成瀬   | 栗山、中村、鞍掛、うさぎ谷戸 |
| 住居表示実施     | 西成瀬三丁目 | 2014年7月21日 | 成瀬   | かしの木山、三ツ又           |

## 世帯数と人口
2018年（平成30年）1月1日現在の世帯数と人口は以下の通りである。
| 丁目       | 世帯数    | 人口    |
| ---------- | --------- | ------- |
| 成瀬一丁目 | 733世帯   | 1,883人 |
| 成瀬二丁目 | 605世帯   | 1,466人 |
| 成瀬三丁目 | 224世帯   | 666人   |
| 成瀬四丁目 | 278世帯   | 651人   |
| 成瀬五丁目 | 337世帯   | 874人   |
| 成瀬六丁目 | 595世帯   | 1,374人 |
| 成瀬七丁目 | 852世帯   | 1,588人 |
| 成瀬八丁目 | 555世帯   | 1,189人 |
| 計         | 4,179世帯 | 9,691人 |

## 小・中学校の学区
市立小・中学校に通う場合、学区は以下の通りとなる。
| 丁目       | 番・番地等                                                                                               | 小学校                 | 中学校                 |
| ---------- | --- | ---------------------- | ---------------------- |
| 成瀬一丁目 | 全域 | 町田市立成瀬中央小学校 | 町田市立成瀬台中学校   |
| 成瀬二丁目 | 全域 | 町田市立成瀬中央小学校 | 町田市立成瀬台中学校   |
| 成瀬三丁目 | 全域 | 町田市立成瀬中央小学校 | 町田市立成瀬台中学校   |
| 成瀬四丁目 | 全域 | 町田市立成瀬中央小学校 | 町田市立成瀬台中学校   |
| 成瀬五丁目 | 1～10番 11番34号・39号                                                                                   | 町田市立成瀬小学校     | 町田市立成瀬台中学校   |
| 成瀬五丁目 | 11番1～9号・23号 12～23番                                                                                | 町田市立成瀬小学校     | 町田市立南成瀬中学校   |
| 成瀬六丁目 | 6番11号・14号・23～26号 7番21～25号・28～33号 7番38号・41号・43号 7番48号・51号・54号 8～18番            | 町田市立成瀬小学校     | 町田市立南成瀬中学校   |
| 成瀬六丁目 | 1～5番、6番1号・8号 6番28号・30号・32～34号 7番5号・7号・9号・12号 7番16号・18号・20号 7番69～70号・72号 | 町田市立成瀬小学校     | 町田市立成瀬台中学校   |
| 成瀬七丁目 | 全域 | 町田市立成瀬小学校     | 町田市立成瀬台中学校   |
| 成瀬八丁目 | 1～3番、17番                                                                                             | 町田市立成瀬小学校     | 町田市立町田第二中学校 |
| 成瀬八丁目 | 4～16番、18～29番                                                                                        | 町田市立成瀬小学校     | 町田市立南成瀬中学校   |

## 交通

### 鉄道
JR横浜線成瀬駅が最寄駅である。

### 路線バス
神奈川中央交通により、以下の路線が運行されている。
- 「成瀬コミュニティセンター前（旧・成瀬高校前）」バス停留所などから町田バスセンター行き、成瀬駅行き、長津田駅北口行きなどがある。
- 「観性寺前」バス停留所などから町田バスセンター行き、成瀬駅行き、つくし野駅行き、こどもの国駅行きなどがある。

### 道路・橋梁
- 東京都道140号川崎町田線（成瀬街道）
  - 高瀬橋（恩田川）
- 成瀬中央通り
  - 成瀬中央橋（恩田川）
- フラワーロード
- けやき通り
  - 成瀬尾根トンネル
- 中央通り

## 施設

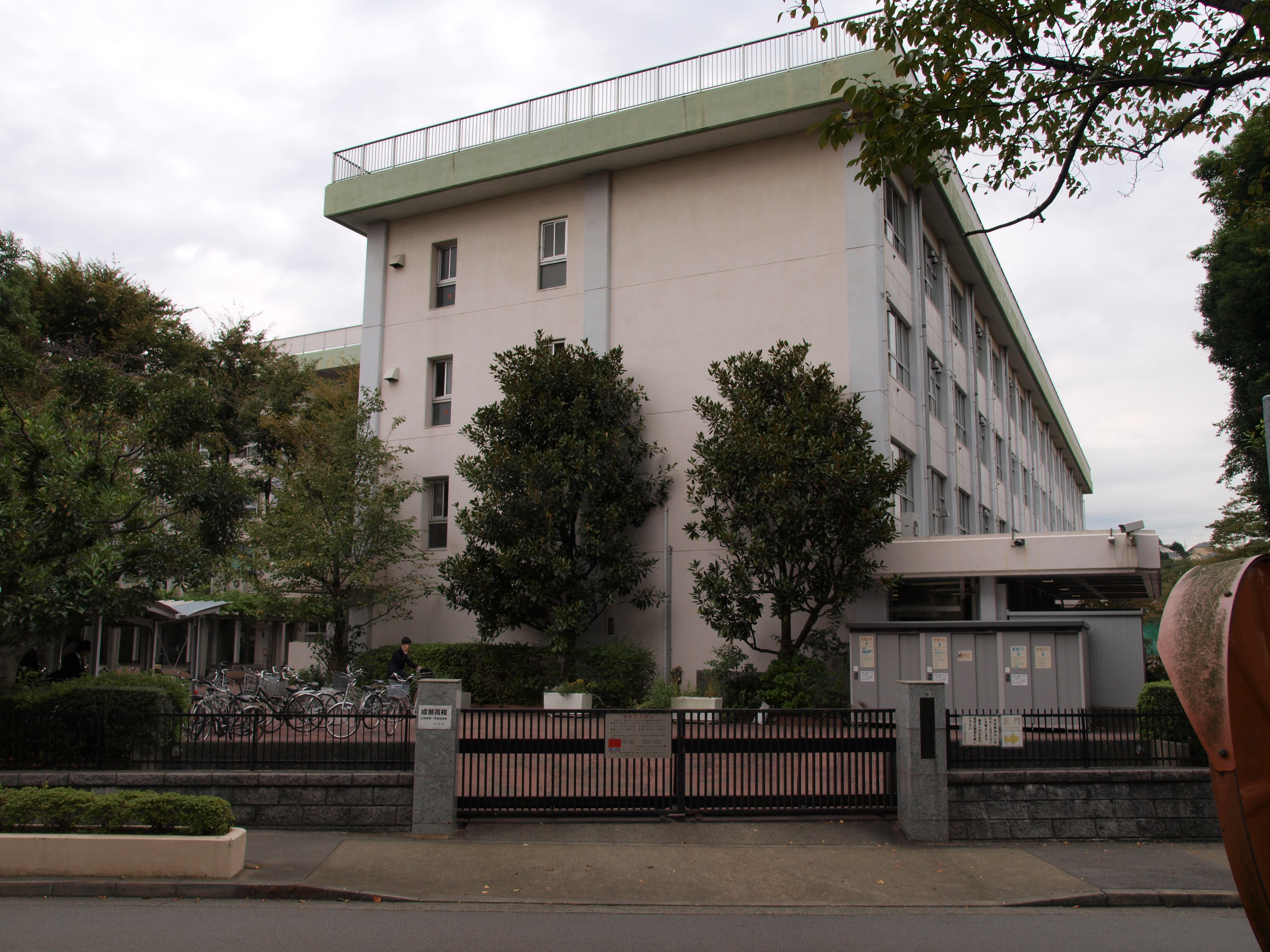
東京都立成瀬高等学校

教育
- 小学校
  - 町田市立成瀬中央小学校

- 高等学校
  - 東京都立成瀬高等学校

警察
- 町田警察署成瀬駐在所

消防
- 町田消防署成瀬出張所

郵便局
- 成瀬清水谷郵便局

金融機関
- きらぼし銀行成瀬支店

農業協同組合
- JA町田市ポプラヶ丘支店

商業
- ミニコープ成瀬店
- スーパー三徳成瀬店
- ココカラファイン成瀬店
- ウェルパーク町田成瀬店
- クリエイトSD 町田成瀬店

工業
- オーディオテクニカ成瀬事業所

公園
- しいのみ公園
- 弁天橋公園
- 奈良谷戸公園
- 成瀬東公園
- 天台公園

寺院・神社
- 東雲寺
- 杉山神社
- 奈良谷戸山神社